# 伊藤和磨
伊藤 和磨（いとう かずま、1976年7月11日 - ）は東京都出身の元サッカー選手。現在は腰痛症の改善に特化したコンディショニング・トレーナー。腰痛改善スタジオMaro's代表。
一般社団法人日本姿勢道　代表理事。
セント・フォース所属。
現役時代のポジションは、GK。

## 来歴・人物
9歳で読売クラブの下部組織に入団し、12歳のときに全国少年サッカー大会で日本一を経験。1995年ヴェルディ川崎とプロ契約を結ぶ。1997年ブラジル・SEパルメイラスを経て、1998年にはジェフ市原に在籍するが、持病の腰痛がたたり、この年限りで引退した。
引退後は2000年にスポーツジム会社に就職してジェフ・ライベングッドに師事。
解剖学や筋機能解剖、病態生理学、神経生理学、バイオメカにクス、キネシオロジーなど独学で学ぶ。
現役時代の腰痛経験を加味し、ボールチェック氏が考案した「矯正運動療法」をベースに、腰痛改善プログラムをクライアントへ提供している。
2002年より代官山に「MARO’S」を開業し、年間延べ 1500回以上のセッションを行っている。
腰痛症や頸椎症の予防•改善のために、様々な企業で身体の負担を最小限にする「作業姿勢」、「日常動作のフォーム」、「人間工学的作業環境づくり」の講演を実施している。
2008年、経済産業省の「サービス向上支援事業」において、保育園の沐浴台の設計と、保育士の身体的ストレスを軽減する動作フォームのプログラムを作成。
2006年より、「日本から腰痛症をなくす」をスローガンに、正しい着座姿勢、屈み方、しゃがみ方、物の持ち上げ方などを、各地の小中学校に赴いて児童•生徒、教師にレクチャーしている。
執筆、講演活動を通じて、9年間の学校教育に予防医学的なカリキュラムを導入することを提唱している。
2021年5月に一般社団法人日本姿勢道を設立。
　「国民一人ひとりが自分の身体を守るための予防知識と身体の使い型を身につけている社会の実現」を目指し、企業や学校で啓発活動を行っている。
現在、主に女優・女性タレントのマネジメントを展開してきたセント・フォース（文化人・スポーツマン部門である「セント・フォース ゾーン」）にマネジメントを委託（所属男性タレント第2号）している。2018年より大相撲力士・貴景勝のパーソナルトレーナーとしても活動している。
【資格】
米国C.H.E.K Institute公認　Exercise Coach
C.H.E.k公認 Practitoner Lever1
米国NSCA公認パーソナルトレーナー 
SAQ公認トレーナー 
米国心臓協会　Helthcare Provider
日本レッドコード協会　ニューラックレベル１
Posturology level1
高田道場　フィジカルコーディネーター(2001～2003)　
東京バレエ団　メディカルトレーナー(2008)
日本心肺蘇生協会(CPR)会員 
Jリーグ・セカンドキャリア講師
GolfTEC by GDO 公認フィジカルトレーナー
日本レッドコード協会　ニューラックレベル１

## 所属クラブ
- 読売日本SCユース（東京都立富士高等学校）
- 1995年- 1996年 ヴェルディ川崎
- 1997年  パルメイラス
- 1998年 ジェフユナイテッド市原

## 個人成績
| 国内大会個人成績 | 国内大会個人成績 | 国内大会個人成績 | 国内大会個人成績 | 国内大会個人成績 | 国内大会個人成績 | 国内大会個人成績 | 国内大会個人成績 | 国内大会個人成績 | 国内大会個人成績 | 国内大会個人成績 | 国内大会個人成績 |
| 年度             | クラブ           | 背番号           | リーグ           | リーグ戦         | リーグ戦         | リーグ杯         | リーグ杯         | オープン杯       | オープン杯       | 期間通算         | 期間通算         |
| 年度             | クラブ           | 背番号           | リーグ           | 出場             | 得点             | 出場             | 得点             | 出場             | 得点             | 出場             | 得点             |
| 日本             | 日本             | 日本             | 日本             | リーグ戦         | リーグ戦         | リーグ杯         | リーグ杯         | 天皇杯           | 天皇杯           | 期間通算         | 期間通算         |
| ---------------- | ---------------- | ---------------- | ---------------- | ---------------- | ---------------- | ---------------- | ---------------- | ---------------- | ---------------- | ---------------- | ---------------- |
| 1995             | V川崎            | ‐                | J                | 0                | 0                | 0                | 0                | 0                | 0                | 0                | 0                |
| 1996             | V川崎            | ‐                | J                | 0                | 0                | 0                | 0                | 0                | 0                | 0                | 0                |
| 1998             | 市原             | 12               | J                | 0                | 0                | 0                | 0                | 0                | 0                | 0                | 0                |
| 通算             | 日本             | 日本             | J                | 0                | 0                | 0                | 0                | 0                | 0                | 0                | 0                |
| 総通算           | 総通算           | 総通算           | 総通算           | 0                | 0                | 0                | 0                | 0                | 0                | 0                | 0                |

## 大会
- 第12回全日本少年サッカー大会 優勝
- 90年、91年全日本クラブJrユース選手権 優勝
- 90年 高円宮杯 全日本Jrユース選手権大会 準優勝
- 全日本中学生選抜選手大会 東京都代表
- 92年、93年、全日本クラブユース選手権大会 優勝
- 92年、94年、高円宮杯 全日本ユース選手権大会 準優勝
- 92，93，94年 コッパ・カルネバーレ出場 (イタリア)
- 94年 日本ユース代表候補
- 95年 タッサ・サンパウロ出場 (サンパウロ)
- ビーチサッカー世界選手権大会出場(リオデジャネイロ)
- チームタイトル43 個人タイトル27

## 著書
- 痛みと歪みを治す健康ストレッチ (池田書店)
- 燃焼系リアルダイエット(東邦出版)
- 凛とした女になる 姿勢セラピー(小学館)
- Maros式 姿勢矯正ストレッチ(宝島社)
- 腰痛はアタマで治す(集英社)
- 腰痛を治すからだの使い方(池田書店)
- 一生歩けるカラダづくり(日本文芸社)
- 睡眠•入浴•ストレッチ(日本文芸社)
- 痛みとケガに効くストレッチ(マイナビ)
- アゴを引けば身体が変わる 頭痛•肩こり•腰痛が消える大人の体育(光文社新書)
- ギックリ腰は尻から治す(永岡書店)
- 頭痛・めまい、首・肩こりの痛みを動かしながら治す アゴトレ(光文社)
- 痛みが消えていく身体の使い「型」(光文社新書)